# La mà de Déu (futbol)
La mà de Déu és un dels gols més coneguts del futbolista argentí Diego Armando Maradona, el qual va ser anotat en el partit de futbol disputat entre les seleccions de l'Argentina i d'Anglaterra en els quarts de final de la Copa del Món de Mèxic, el 22 de juny de 1986 a l'Estadi Azteca. El partit va finalitzar amb victòria dels argentins 1-2 (ambdós gols argentins marcats per Maradona)

## El partit
El temps passava lentament per als 114.580 espectadors que van concórrer a l'Estadi Azteca per veure un dels partits amb major rivalitat del futbol mundial, un equilibrat primer temps acabava sense gols, malgrat les grans jugades d'ambdós equips.
Maradona començava a desequilibrar el partit, i quan corria el minut 6 de la segona part, va arribar una de les jugades més polèmiques en la història de la Copa del Món, Maradona va prendre el baló fora de l'àrea i amb la seva magistral cama esquerra va voler passar el baló entre diversos defenses anglesos; l'esfèric va rebotar diverses vegades fins que va ser empès cap enrere i cap amunt, per l'afany d'allunyar el baló del defensor anglès Steve Hodge.
Per la inèrcia de la jugada, Maradona havia quedat en fora de joc, però per venir el baló d'un contrari va ser correctament no assenyalat. Diego va anar a la recerca del baló al mateix temps que el porter Peter Shilton, uns 15 centímetres més alt que ell.
Ja dintre de l'àrea i amb el baló caient Peter Shilton va saltar amb el puny al mateix temps que Maradona ho feia amb la mà esquerra estesa. La mà del jugador argentí va colpejar abans el baló, que va rodar cap a la porteria. Maradona va començar a festejar el gol, mirant de reüll a l'àrbitre i al jutge de línia, i es va relaxar quan el gol va ser validat.
L'àrbitre Ali Bennaceur, de Tunísia donava validesa al gol, però després de les reclamacions dels jugadors anglesos va demanar consell al seu assistent, qui va assentir el gol argentí. Els atònits anglesos van caure finalment 2-1 després de l'anomenat Gol del Segle, també marcat per Maradona i d'un gol de Gary Lineker per part anglesa. El gol va ser batejat com la Mà de Déu pel mateix Maradona després del partit.
En la seva biografia, Maradona va expressar: 
| «                         | Ahora sí puedo contar lo que en aquel momento no podía, lo que en aquel momento definí como "La mano de Dios"... Qué mano de Dios, ¡fué la mano de Diego! Y fué como robarle la billetera a los ingleses también. | » |
| — Maradona (2000), p. 132 | |   |

En l'any 2005, 19 anys després del polèmic gol, Maradona confessà, en el programa La Noche del 10, que el gol efectivament va ser amb la mà. Un fet que va generar opinions diverses al llarg del món. Mentre alguns li van donar suport per dir la veritat i admetre la seva culpa, uns altres ho van criticar a causa del retard amb què es va produir, ja que després de tants anys el partit ja no podia ser modificat i així sortia lliure de tota falta.

## Ús posterior
El cantant argentí Rodrigo Bueno va utilitzar la frase per compondre la cançó La Mano de Dios en homenatge a Diego Armando Maradona, el seu ídol. La lletra és la següent:
| En castellà En una villa nació, fue deseo de Dios, crecer y sobrevivir a la humilde expresión. Enfrentar la adversidad con afán de ganarse a cada paso la vida. En un potrero forjó una zurda inmortal con experiencia sedienta ambición de llegar. De cebollita soñaba jugar un Mundial y consagrarse en Primera, tal vez jugando pudiera a su familia ayudar... A poco que debutó "Maradó, Maradó", la 12 fue quien coreó "Maradó, Maradó". Su sueño tenía una estrella llena de gol y gambetas... y todo el pueblo cantó: "Maradó, Maradó", nació la mano de Dios, "Maradó, Maradó". Sembró alegría en el pueblo, regó de gloria este suelo... Carga una cruz en los hombros por ser el mejor, por no venderse jamás al poder enfrentó. Curiosa debilidad, si Jesús tropezó, por qué él no habría de hacerlo. La fama le presentó una blanca mujer de misterioso sabor y prohibido placer, que lo hizo adicto al deseo de usarla otra vez involucrando su vida. Y es un partido que un día el Diego está por ganar... A poco que debutó "Maradó, Maradó", la 12 fue quien coreó "Maradó, Maradó". Su sueño tenía una estrella llena de gol y gambetas... y todo el pueblo cantó: "Maradó, Maradó", nació la mano de Dios, "Maradó, Maradó". Sembró alegría en el pueblo, regó de gloria este suelo... Olé, olé, olé, olé, Diego, Diego. | En català En una vil·la va néixer, va ser un desig de Déu, créixer i sobreviure a la humil expressió. Enfrontar l'adversitat amb afany de guanyar-se a cada pas la vida. En un potrero va forjar una esquerra immortal amb experiència assedegada ambició d'arribar. De petit somiava jugar un Mundial i consagrar-se a Primera, potser jugant podria a la seva família ajudar... Poc després de debutar "Maradó, Maradó", la 12 va ser la que va corejar "Maradó, Maradó". El seu somni tenia una estrella plena de gol i gambetes... i tot el poble va cantar: "Maradó, Maradó", va néixer la mà de Déu, "Maradó, Maradó". Va sembrar alegria al poble, va regar de glòria aquest terra... Carrega una creu a les espatlles per ser el millor, per no vendre's mai es va enfrontar al poder. Curiosa debilitat, si Jesus es va entrebancar, per què ell no hauria de fer-ho. La fama va presentar-li una dona blanca de misteriós gust i prohibit plaer, que el va fer adicte al desig d'utilitzar-la un altre cop involucrant la seva vida. I és un partit que un dia Diego guanyarà... Poc després de debutar "Maradó, Maradó", la 12 va ser la que va corejar "Maradó, Maradó". El seu somni tenia una estrella plena de gol i gambetes... i tot el poble va cantar: "Maradó, Maradó", va néixer la mà de Déu, "Maradó, Maradó". Va sembrar alegria al poble, va regar de glòria aquest terra... Olé, olé, olé, olé, Diego, Diego. |